# Хубеј
Хубеј (кин: 湖北, Húběi - северно од језера Дунгтинг) је покрајина Народне републике Кине. Налази се у централном делу земље. Главни град је Вухан. Површина покрајине је 185.900 km², где је 2004. живело 60.160.000 становника. 
Популарно незванично име за Хубеј је Чу (楚, Chǔ), које потиче од имена некада моћне државе Чу (8. до 5. век п. н. е).